# 10 Batalion Strzelców (APW)
10 Batalionu Strzelców (10 bs) – pododdział piechoty Armii Polskiej na Wschodzie.
Batalion został sformowany 25 października 1942 roku, w obozie Khánaqín, w Iraku, w składzie 3 Brygady Strzelców. Jednostka została zorganizowana na bazie 13 Pułku Piechoty „Rysiów”. Dowódcą batalionu został mjr Ludwik Ziobrowski, dotychczasowy szef sztabu 13 pp. W marcu 1943 roku 10 bs został włączony w struktury 13 Batalionu „Rysiów”.

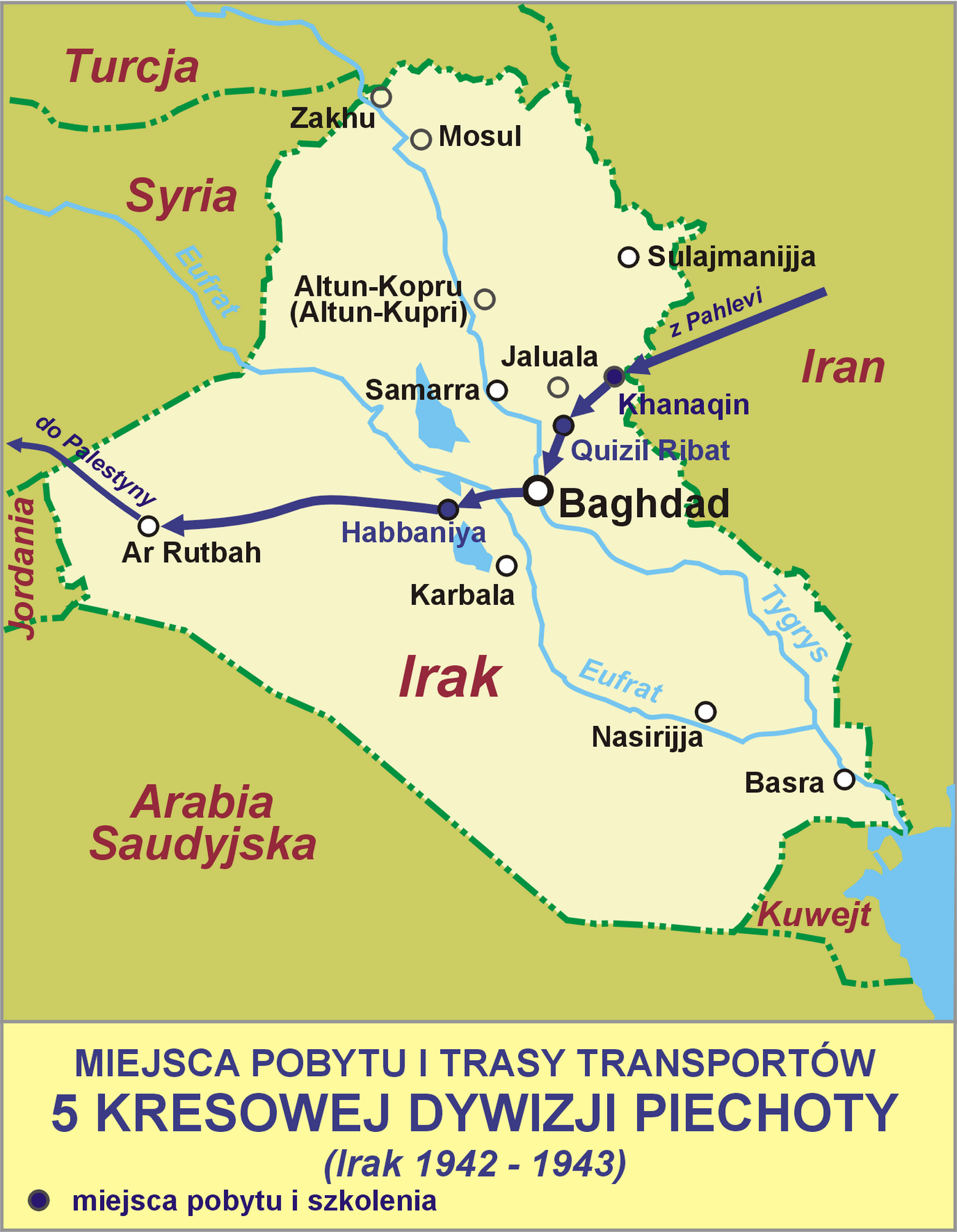

Organizacja 10 bs
- dowództwo
- dowódca - mjr Ludwik Ziobrowski
- kompania dowodzenia
- 1 kompania strzelców
- 2 kompania strzelców
- 3 kompania strzelców
- 4 kompania strzelców